# Herfstsonate
Herfstsonate (Zweeds: Höstsonaten) is een film van de Zweedse regisseur Ingmar Bergman uit het jaar 1978.

## Verhaal
Charlotte Andergast is een bekende concertpianiste. Ze heeft nooit voldoende aandacht besteed aan haar kinderen en ze heeft hen in zeven jaar niet gezien. Charlotte besluit een bezoek te brengen aan haar oudste dochter Eva. Wanneer Charlotte bij haar dochter aankomt, ontdekt ze dat die voor haar andere, gehandicapte dochter Helena zorgt. Eva is gekwetst door de emotionele verwaarlozing van haar moeder en tijdens het bezoek rakelt ze oude frustraties op. De spanning stijgt in de loop van de avond.

## Rolverdeling
| Acteur             | Personage    |
| ------------------ | ------------ |
| Ingrid Bergman     | Charlotte    |
| Liv Ullmann        | Eva          |
| Lena Nyman         | Helena       |
| Halvar Björk       | Viktor       |
| Marianne Aminoff   | Secretaresse |
| Arne Bang-Hansen   | Oom Otto     |
| Gunnar Björnstrand | Paul         |
| Erland Josephson   | Josef        |
| Georg Løkkeberg    | Leonardo     |
| Mimi Pollak        | Pianolerares |
| Linn Ullmann       | Jonge Eva    |